# Illa Laurie
L'illa Laurie, també anomenada Lauría, és una illa de l'Antàrtida, la segona més gran de les illes Òrcades del Sud. S'ubica a 60° 44′ S, 44° 37′ O / 60.733°S,44.617°O.
L'illa fa 12,5 milles de llarg en direcció est-oest, essent la més oriental de les Òrcades del Sud.
Va ser descoberta el desembre de 1821, en el transcurs del creuer conjunt del capità Nathaniel Palmer, un marí dels Estats Units, i el capità George Powell, un marí  britànic. Va rebre el nom en honor de R.H. Laurie, cartògraf de l'Almirallat Britànic. El primer assentament a l'illa va ser "Odmont House", construït per William Speirs Bruce durant l'Expedició Antàrtica Nacional Escocesa de 1903. Després va partir cap a l'Argentina i va vendre les instal·lacions que havia construït al govern argentí, que va prendre possessió d'elles el 22 de febrer de 1904. Des d'aleshores ha estat en operació permanent, reanomenada com Base Orcadas. Actualment els únics habitants de les illes viuen en aquesta base.

## Reclamacions territorials
L'Argentina inclou l'illa al Departament Illes de l'Atlàntic Sud dins de la província de Terra del Foc, Antàrtida i Illes de l'Atlàntic Sud i el Regne Unit la fa part del Territori Antàrtic Britànic, però ambdues reclamacions estan suspeses en virtut del Tractat Antàrtic.
Nomenclatura dels països reclamants:
- Argentina: isla Laurie
- Regne Unit: Laurie Island